# 아이돌마스터 P.S. 프로듀서
<아이돌마스터 P.S. 프로듀서> (아이돌마스터 피에스 프로듀서)는 게임 <THE IDOLM@STER SP>에 관련하는 인터넷 라디오 프로그램. <아이돌마스터 Radio For You!>의 후 프로그램으로서 2008년 10월 15일부터 2009년 9월 16일까지, 매주 수요일에 애니메이트 TV에서 전달되고 있었다. 후 프로그램으로서 <라디오de아이마STAR☆>가 전달되고 있다.

## 개요
방송 개시에 앞서, 2008년 10월 8일에 제0회가 전달되었다.
이 프로그램 내에서는 <라디오de아이마Show!>같이, 청취자를 프로듀서라고 부르고 있다 (전 프로그램의 <Radio For You!>에서는 청취자=팬이라는 위치설정이었다).
이 프로그램에서는, <라디오de아이마Show!>로의 사장이나 <Radio For You!>로의 오토나시 코토리와 같은, 이른바 <하늘의 소리>는 없다.
제2회부터 제31회까지 게스트가 매 회 등장하고 있는 것도 특징이다 (덧붙여 전 프로그램의 <라디오de아이마Show!> <Radio For You!>에서는, 게스트는 별로 와 있지 않았다).
제31회까지와 그 이후에 프로그램의 방향성이 크게 변한다. 제31회까지는, 게임 <THE IDOLM@STER SP>에서의 765 프로와 961 프로의 대립 구조를 모티프로서 <아이돌마스터 1726>에 대표하는, 2명의 퍼스널리티가 게스트를 말려 들게 해 대결하는 기획이 많았다. 그러나, 2ndVision에서 961 프로의 아이돌들이 765 프로에 가입하는 것이 정식 발표된 32회 이후는, 후술하는 <ExA>로 보여지듯이, 퍼스널리티 2명이 협력하는 기획이 많아지고 있다.

## 퍼스널리티
<아이돌마스터 Radio For You!>에서 계속 담당하는 나카무라 에리코 (아마미 하루카 역)에, 새롭게 하세가와 아키코 (호시이 미키 역)를 더해 퍼스널리티는 2명이 되고 있다.

### ExA
ExA (엑사)는 퍼스널리티 나카무라, 하세가와의 2명에 의한 유닛. 전 프로그램의 유닛 <you-i>와 같이 청취자로부터 유닛명을 모집해, 제36회의 방송으로 <ExA>로 결정했다. 데뷔곡은 <Looking For Love>.
ExA는, Eriko (나카무라) x Akiko (하세가와)라는 의미가 있다.